# Kjersti Plätzer
Kjersti Tysse-Plätzer (Os, 18 gennaio 1972) è un'ex marciatrice norvegese.

## Biografia
Sorella del marciatore Erik Tysse.

## Palmarès
| Anno | Manifestazione    | Sede              | Evento        | Risultato | Prestazione | Note |
| ---- | ----------------- | ----------------- | ------------- | --------- | ----------- | ---- |
| 1986 | Mondiali juniores | Atene             | Marcia 5000 m | 5ª        | 23'09'99    |      |
| 1986 | Europei           | Stoccarda         | Marcia 10 km  | 11ª       | 48'28"      |      |
| 1994 | Europei           | Helsinki          | Marcia 10 km  | 16ª       | 46'10"      |      |
| 1998 | Europei           | Budapest          | Marcia 10 km  | 9ª        | 43'49"      |      |
| 1999 | Mondiali          | Siviglia          | Marcia 20 km  | 20ª       | 1h32'42"    |      |
| 2000 | Giochi olimpici   | Sydney            | Marcia 20 km  | Argento   | 1h29'33"    |      |
| 2001 | Mondiali          | Edmonton          | Marcia 20 km  | dq        | dq          |      |
| 2002 | Europei           | Monaco di Baviera | Marcia 20 km  | dq        | dq          |      |
| 2003 | Mondiali          | Parigi            | Marcia 20 km  | dq        | dq          |      |
| 2004 | Giochi olimpici   | Atene             | Marcia 20 km  | 12ª       | 1h30'49"    |      |
| 2006 | Europei           | Göteborg          | Marcia 20 km  | 4ª        | 1h28'45"    |      |
| 2007 | Mondiali          | Osaka             | Marcia 20 km  | 4ª        | 1h31'24"    |      |
| 2008 | Giochi olimpici   | Pechino           | Marcia 20 km  | Argento   | 1h27'07"    |      |
| 2009 | Mondiali          | Berlino           | Marcia 20 km  | dq        | dq          |      |